# النافورة (فلم)
النافورة (بالإنجليزية: The Fountain) هو فيلم دراما تم إنتاجه في الولايات المتحدة وصدر في سنة 2006. الفيلم من إخراج دارين أرنوفسكي من بطولة هيو جاكمان وريتشل وايز وإلين بورستين.

## القصة
تدور أحداث الفيلم حول الباحث (تومى) والذي يقوم بدورة هيو جاكمان الذي يسعى جاهداً لإيجاد علاج للورم الدماغى لإنقاذ زوجتة (ايزى) والتي تقوم بدورها ريتشيل وايز المريضه عن طريق تجريب مركبات تم الحصول عليها من شجرة ما في أمريكا الوسطى ولكن دون جدوى حيث تدور الأحداث بالتزامن مع أحداث في الماضى عندما يحاول محارب إسباني أن يحمى ملكتة والبحث عن شجرة الحياه المخبأة من أجلها.

## الميزانية والإيرادات
بلغت تكلفة إنتاج الفيلم حوالي 35 مليون دولار بينما حقق إيرادات تقدر بـ 16 مليون دولار.

## وصلات خارجية
- مقالات تستعمل روابط فنية بلا صلة مع ويكي بيانات